# Kelebija

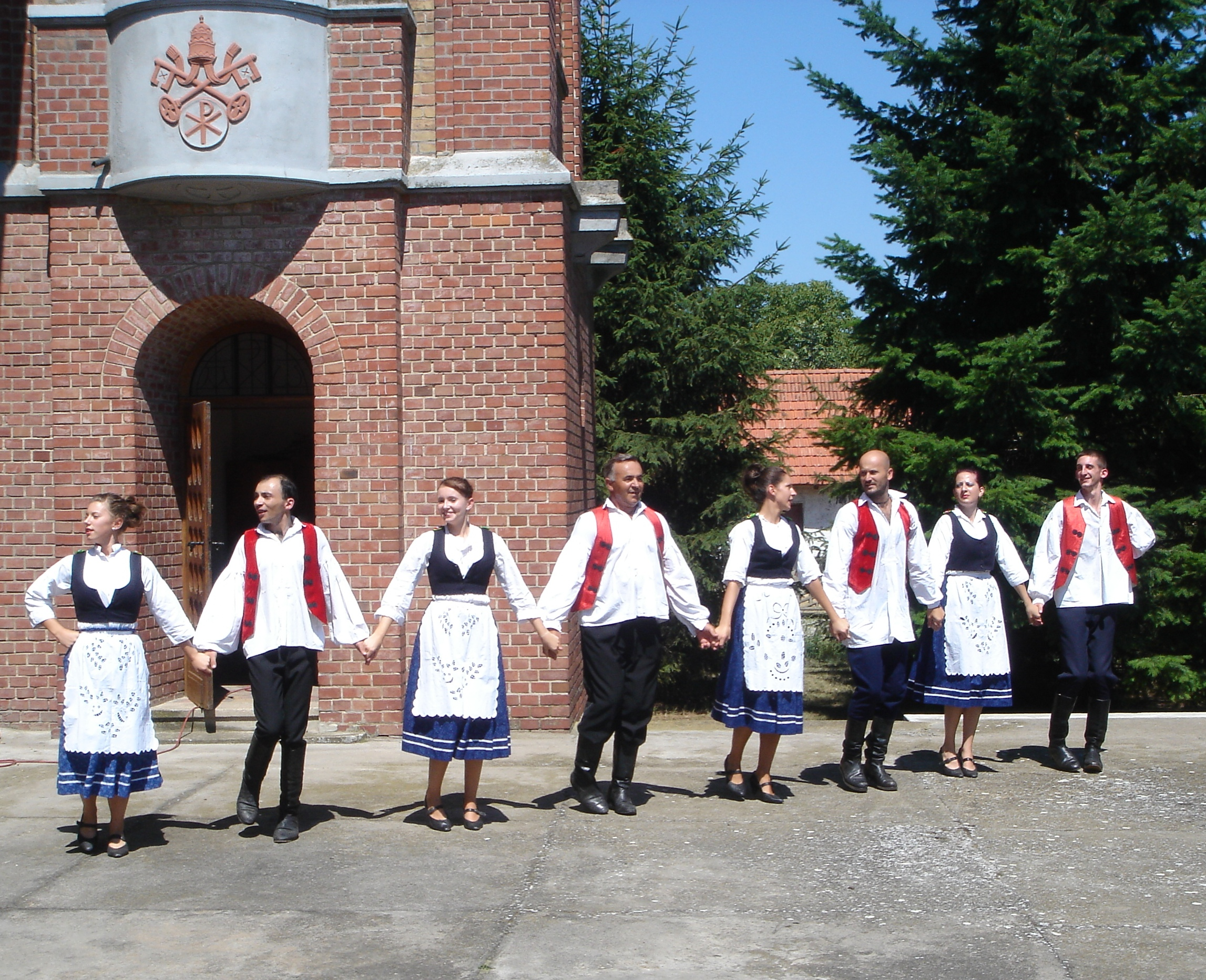
Danses hongroises devant l'église de Kelebija

Kelebija (en serbe cyrillique : Келебија ; en hongrois : Alsókelebia) est une localité de Serbie située dans la province autonome de Voïvodine et sur le territoire de la Ville de Subotica, district de Bačka septentrionale. Au recensement de 2011, elle comptait 2 032 habitants.
Officiellement classée parmi les villages de Serbie, Kelebija est située à la frontière entre la Hongrie et la Serbie. Elle vit principalement de l'agriculture.

## Démographie

### Évolution historique de la population
| 1948  | 1953  | 1961  | 1971  | 1981  | 1991  | 2002  | 2011  |
| ----- | ----- | ----- | ----- | ----- | ----- | ----- | ----- |
| 2 861 | 2 641 | 2 974 | 2 434 | 1 995 | 1 975 | 2 168 | 2 032 |

|  |